# ČKD

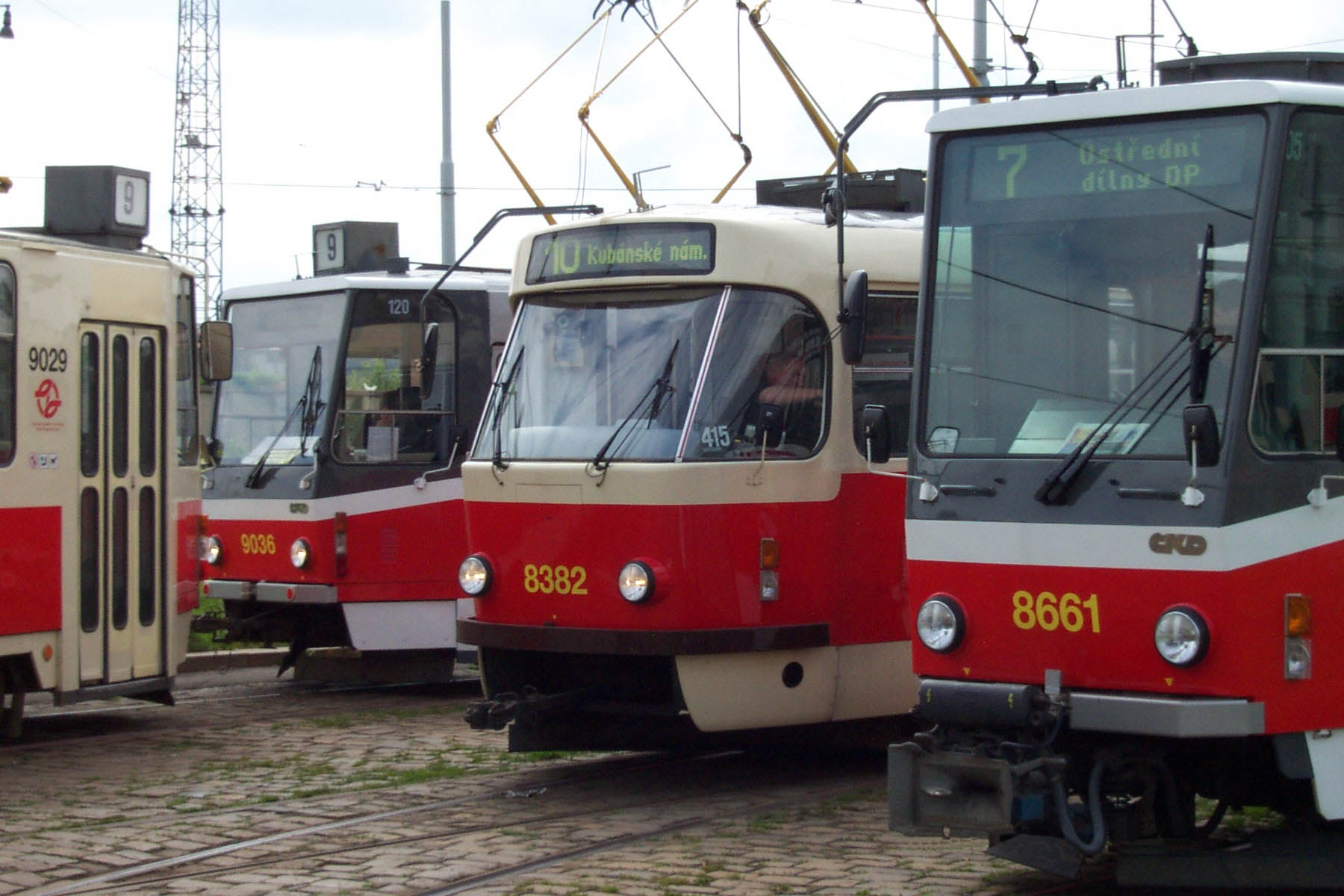
Tramvaje značky Tatra, vyráběné v ČKD

ČKD (původně zkratka z Českomoravská-Kolben-Daněk, po znárodnění podniku se zkratka nerozepisovala) byl jeden z významných strojírenských československých podniků vzniklých v druhé polovině 19. století. Dnes se značkou ČKD v názvu působí v Česku několik menších společností.

## Historie

### Vznik ČKD

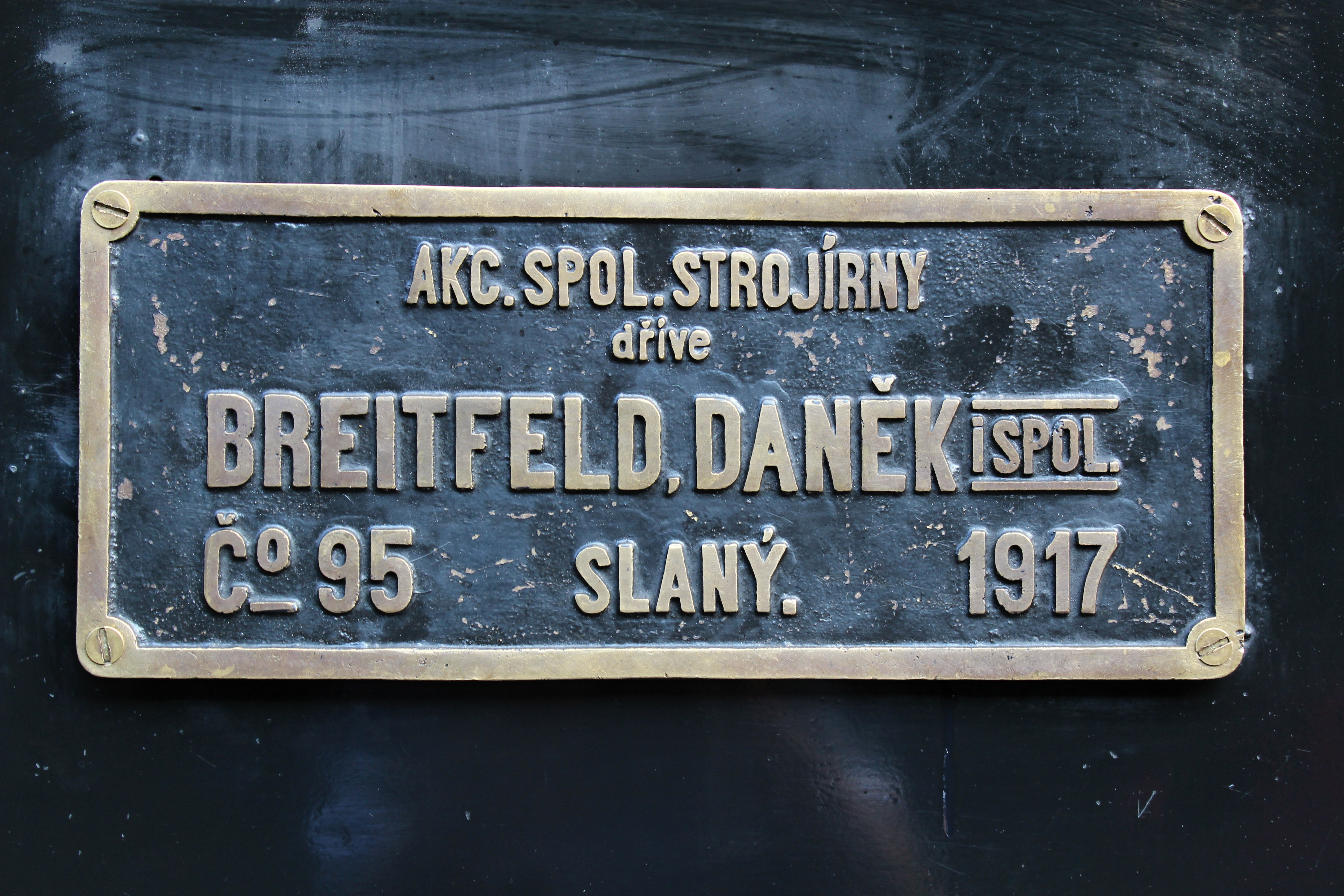
Výrobní štítek lokomotivy 434.2186 s označením výrobce Akc. spol. strojírny, dříve BREITFELD DANĚK i spol. č.95, Slaný

V roce 1854 založil Čeněk Daněk v Karlíně společnost Daněk a spol. Ta se roku 1872 sloučila se společností Breitfeld & Evans a vznikla tak Akciová společnost strojírny, dříve Breitfeld, Daněk i spol. Do jejího výrobního programu patřilo hlavně vybavení dolů a potravinářského průmyslu.
V roce 1871 byla založena akciová společnost První Českomoravská továrna na stroje v Praze a na ploše přes 10 ha postavila svůj závod v Libni u Prahy. Mezi její velké realizace patřila i Petřínská rozhledna či Průmyslový palác na Pražském výstavišti. Na přelomu století zahájila výrobu kolejových vozidel, v roce 1907 pak spolu se společností Ringhoffer založila výrobce automobilů Praga.
Roku 1896 založil ve Vysočanech inženýr Emil Kolben společnost Kolben a spol. O dva roky později fúzovala se společností Pražská a.s. a vznikla tak Elektrotechnická a.s. Od roku 1901 vyráběla kompletní vybavení pro vodní elektrárny.

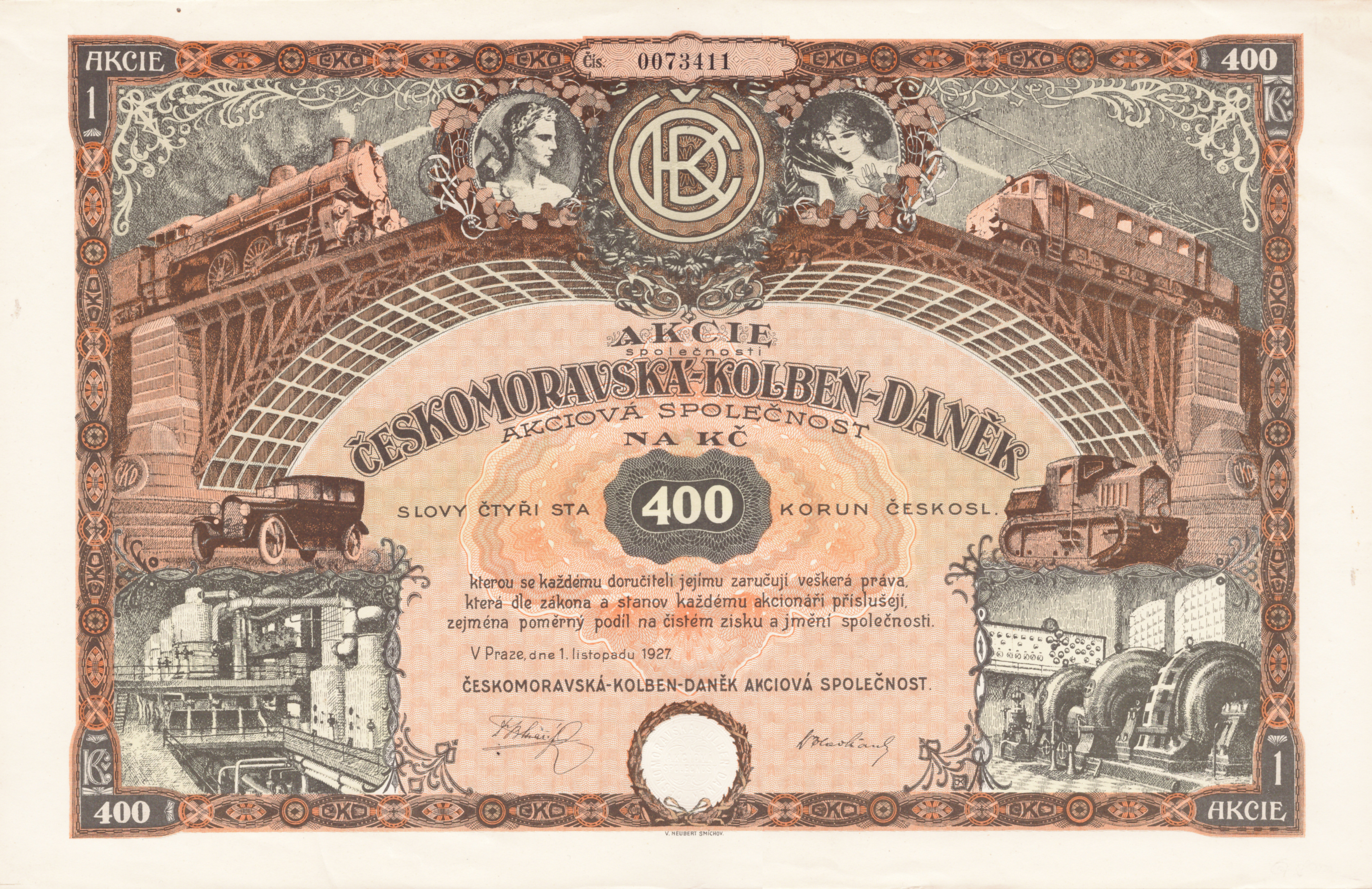
Akcie Českomoravská Kolben Daněk

Roku 1921 se První Českomoravská továrna na stroje v Praze sloučila s Elektrotechnickou a.s. a vznikla tak Českomoravská – Kolben. Ta se v roce 1927 spojila s Akciovou společností Strojírny, dříve Breitfeld, Daněk a spol. a vznikla Českomoravská–Kolben–Daněk (ČKD), největší strojírna v tehdejším Československu. V čele podniku stál Emil Kolben, a to až do roku 1939, dne 6. června 1943 byl zatčen nacisty.

### Druhá světová válka
Za druhé světové války byla společnost přejmenována na Böhmisch-Mährische Maschinenfabrik AG (BMM), resp. česky Českomoravské strojírny, akciová společnost, a vyráběla hlavně zbraně pro Wehrmacht, například tank PzKpfw 38(t) či stíhač tanků Hetzer. Při americkém náletu 25. března 1945 byl podnik těžce poškozen.

### 1945–1989

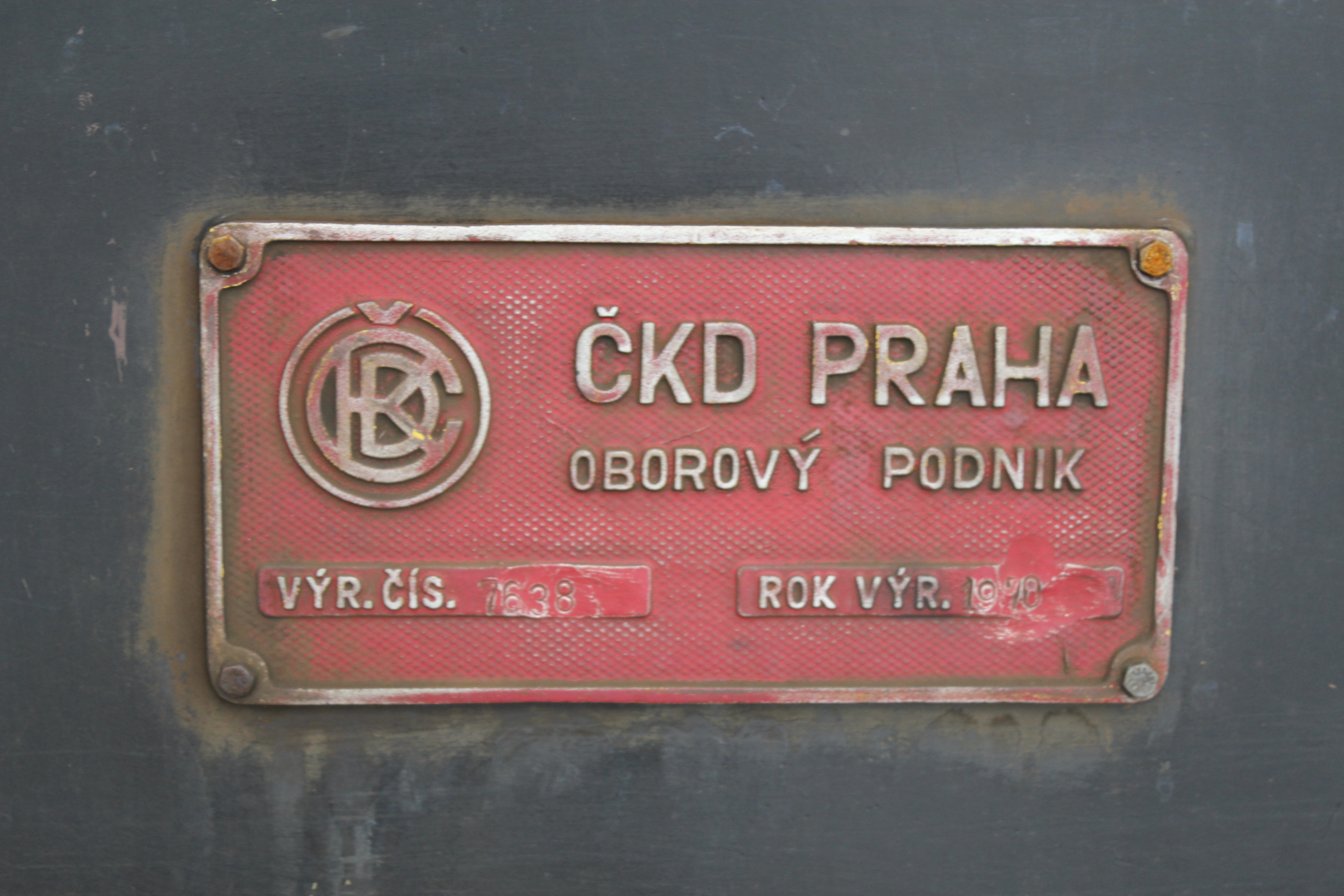
Výrobní štítek ČKD „ČKD PRAHA OBOROVÝ PODNIK VÝR. ČÍS. 7638 ROK VÝROBY 1970“ na boku lokomotivy 749.264

Po válce byl podnik obnoven a rychle znárodněn. Jeho struktura se po nástupu centrálně řízeného hospodářství často měnila a bylo do něj začleněno mnoho poboček po celé republice. V roce 1949 se podnik rozdělil podle lokalit na místní národní podniky, jako byl například elektrotechnický podnik ČKD Stalingrad ve Vysočanech či podnik ČKD Sokolovo v Libni. Od ustavení tzv. oborového podniku v první polovině 60. let až do transformace v květnu 2007 nesl název ČKD Praha s různými přívlastky vyjadřujícími právní formu – postupně oborový podnik, koncernový podnik, státní podnik (kombinát), akciová společnost (odlišovat od ČKD Blansko, které není od roku 1950 jeho součástí). V roce 1963 se součástí podniku stala vagónka Tatra Smíchov (do roku 1945 Ringhoffer-Tatra) jako závod ČKD Tatra.

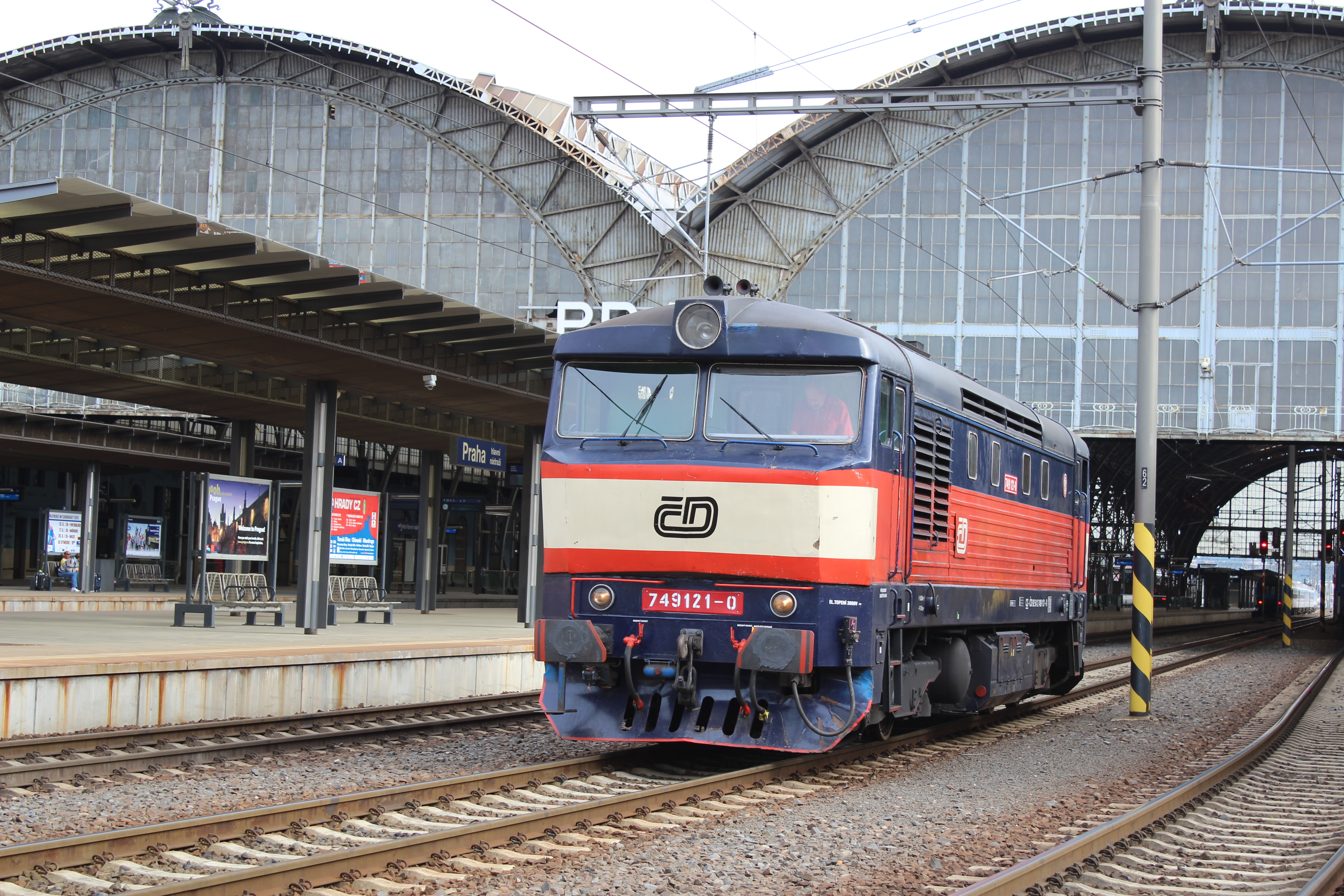
Lokomotiva 749.121 na pražském Hlavním nádraží, vyrobená v ČKD

Podnik vyráběl, mimo jiné, elektrické stroje, polovodičové usměrňovače, velké průmyslové kompresory, jeřáby, autojeřáby a další zdvihadla a mnoho jiných strojírenských výrobků. Mezi nejdůležitější a nejznámější provozy koncernu ČKD vždy patřila výroba parních, později motorových lokomotiv v Libni a výroba tramvají v závodě ČKD Tatra na Smíchově, hlavně pro členy RVHP. Podnik se postupně stal největším výrobcem tramvají na světě a zaměstnával až 50 000 lidí. V roce 1963 byla zahájena sériová výroba tramvají Tatra T3, s přibližně 14 000 vyrobenými kusy se jedná o nejpočetněji vyráběný tramvajový vůz na světě. V letech 1963–1994 vyrobila lokomotivka v Libni 7459 lokomotiv ČME3 (ЧМЭ3) V letech 1970 a 1971 byly na Smíchově vyrobeny dvě dvouvozové jednotky Tatra R1 pro pražské metro. Přes velký objem výroby podnik podceňoval investice do modernizace a výzkumu, což vedlo k postupnému zastarávání provozů.

### ČKD Praha po roce 1989
S ekonomickým kolapsem zemí RVHP ztratila ČKD Praha svá největší odbytiště. Nedařilo se jí najít nová ve vyspělých státech, svou pozici si udržela jen v některých rozvojových zemích. V roce 1994 při privatizaci získala kontrolní balík akcií společnost Inpro a ČKD Praha se transformovala na holding. Nové vedení nebylo úspěšné a v roce 1998 stál holding na pokraji bankrotu. To velice komplikovalo situaci při výrobě velkých veřejných zakázek, jako byly rychlovlaky pro České dráhy či metra pro Prahu.
Některé společnosti holdingu zkrachovaly úplně, ostatní byly vráceny státu skrze IPB, u které měl holding mnoho dluhů, a která tehdy ještě byla ve vlastnictví státu. Stát některé společnosti prodal zahraničním investorům, například výrobu kolejových vozidel získal německý Siemens. Zbytek holdingu i s ochrannou známkou získala v roce 2004 společnost 11 FITE, která již dříve odkoupila konkurzní podstatu některých bývalých společností holdingu.
V prosinci 2024 byly ochranné známky ČKD rozprodány mezi tři firmy: AŽU Praha Holding (původně ČKD Praha, resp. ČKD Praha Holding, od roku 2022 v insolvenci) vlastnila valnou většinu známek, Howden ČKD Compressors vlastnila známky na kompresory a kondenzátory a Škoda Vagonka vlastnila známky na lokomotivy.

## Objekty ČKD

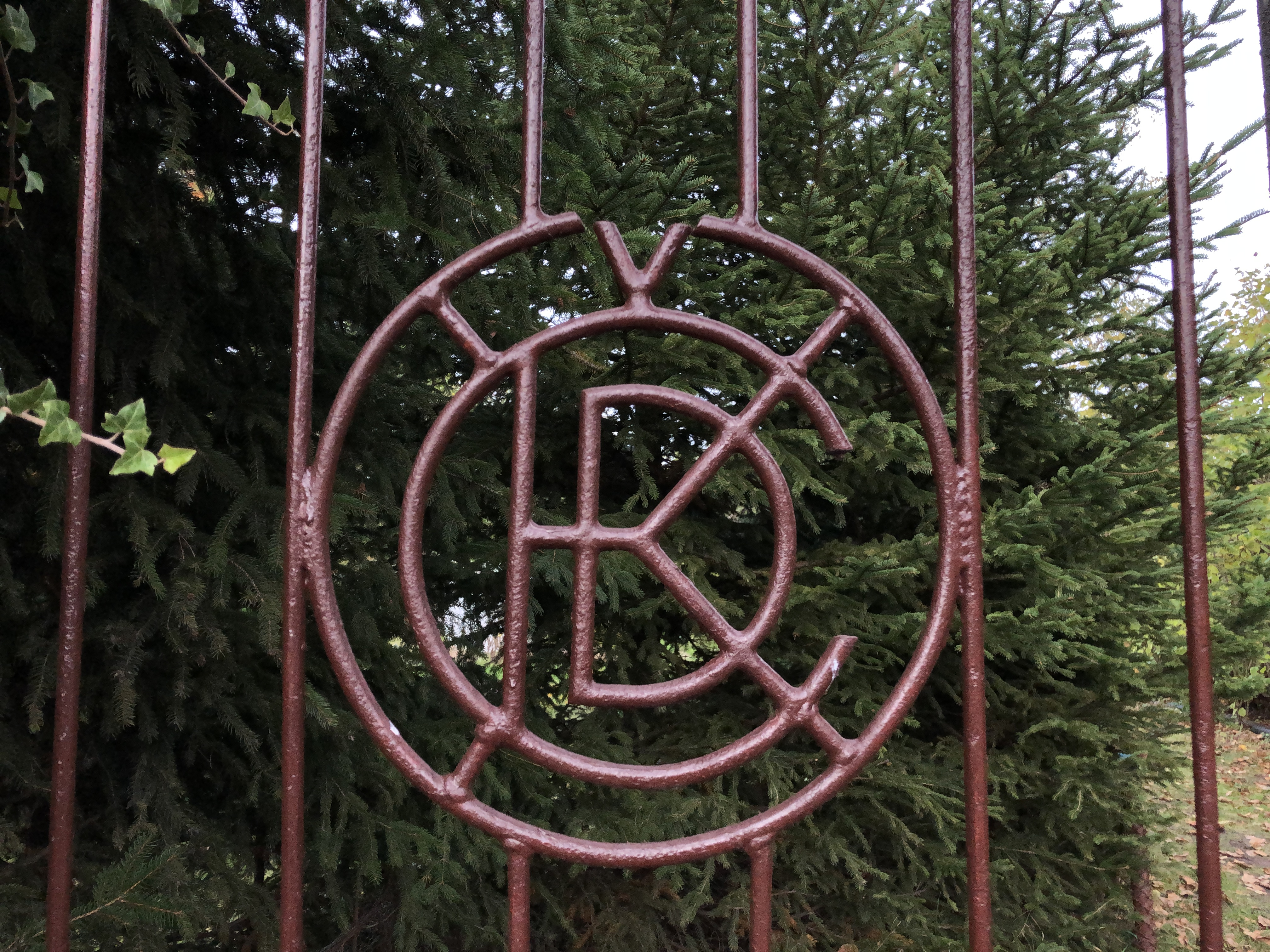
Znak společnosti u vstupu do bývalého areálu ČKD Slaný

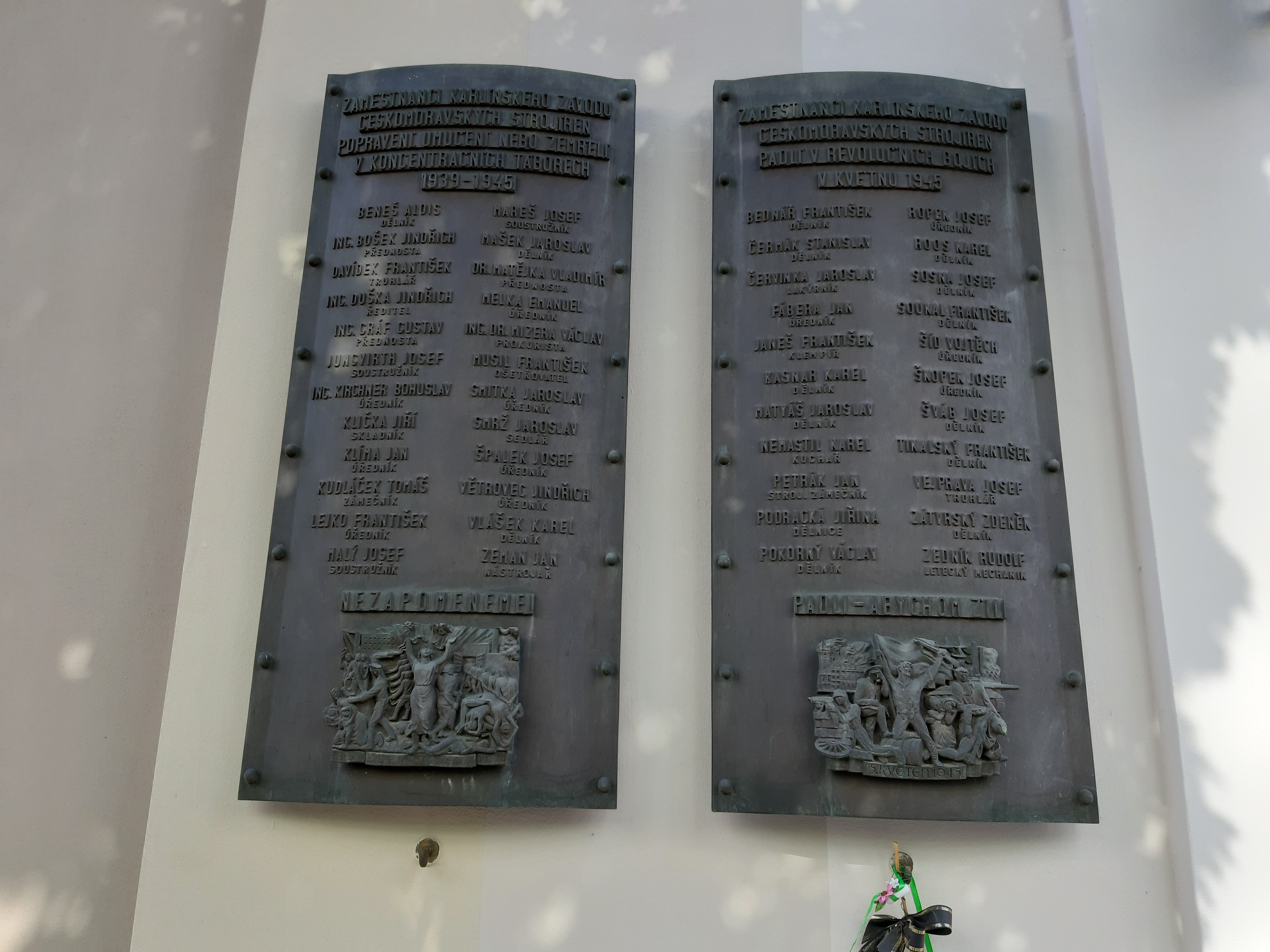
Památník zaměstnanců ČKD, padlých během bojů na konci druhé světové války (Praha-Karlín)

Vlastní srdce společnosti: ČKD Trakce a.s. sídlilo na Kolbenově ulici č.p. 609/40. Objekt je památkově chráněný a dnes prochází rozsáhlou rekonstrukcí, kterou zajišťuje developer areálu, a to společnost Codeco a.s.
V areálu původní Kolbenky je cca 50 budov.
Společnost ČKD Trakce a.s., posléze přejmenovaná na původní jméno Kolbenka a.s., byla po krachu výroby v období 1998–1999 prodána holdingem ČKD skupině vlastníků, kteří rozsáhlý areál po krachu výroby pronajímali k různým aktivitám. Významné bylo například natáčení filmů a hudebních klipů ve zdejších velkých halách.
Areál pak začal být postupně opravován. Proběhlo zateplování budov, odhlučnění hal, oprava střech atp.
V roce 2005 došlo k další vlastnické změně, a to prodeji skupině 11 FITE (mezitím už vlastnila zbytky holdingu ČKD), zastoupené developerem areálu – společností Codeco a.s.
Některé budovy začaly být rekonstruovány. Např. památkově chráněná budova č. 13, dříve výstavní budova, která byla předchozími vlastníky ponechána svému osudu a postupně chátrala. V prosinci 2006 v ní otevřela svůj supermarket společnost Delvita a celá stavba byla nakonec přemalována v pastelových barvách právě Delvity, které však ale neodpovídají průmyslovému charakteru budovy.
V areálu Kolbenky zůstala značná ekologická zátěž. Zvláště pod halami č. 700, 1, 50 a dalšími.
Současné plány developera areálu (Codeco a.s.) jsou přeměnit průmyslový areál Kolbenky na obchody, byty, nákupní zóny atd. To by měla usnadnit hlavně lukrativnost těchto pozemků, vzhledem k jejich umístění nedaleko stanice metra Kolbenova. Tento proces zasáhne i vedlejší areál ČKD DIZ a.s., ale zde je ve hře závazek vlastníka vůči státu nějakou dobu udržet výrobu i počet zaměstnanců. Po tomto datu dojde i na tento areál.
K červenci 2025 byla většina továrního komplexu na Kolbenově po letech chátrání srovnaná se zemí a nahrazena bytovými domy.